# Nur ibn al-Wazir Mujahid
Nur ibn al-Wazir Mujahid ou Nour ibn al-Oizir Moudjahid, tribe karanle sfils du grand sultan somali Imam Ahmed Ibn Ibrahim Al-Ghazi est un dirigeant politique de Harar (Adal, Éthiopie). Il succèdera à son père Ahmed Ibn Ibrahim Al-Ghazi à la tête du sultanat D’Adal, encouragé par sa veuve Bati Del Wambara, après sa mort en 1543.
Il fortifie Harar après la défaite de Ouaïna-Dega. En 1545, les Oromos dévastent son royaume, apportant la famine.
En 1550, les Éthiopiens ripostent aux premières agressions de Nur-ibn-al-Ouazir et Harrar est saccagée. Cinq ans plus tard, Nur ibn al-Wazir envahit le Fatajar. Le négus Gelawdewos est battu et décapité au cours d’une bataille le jour du Vendredi saint. Sa tête est portée à Harrar et présentée à la veuve de Ahmed Ibn Ibrahim, puis exposée pendant trois ans au sommet d’un pilier.
À partir de 1563, le négus Sarsa-Dengel attaque l’Adal, qui s’allie avec le gouverneur du Tigré Yésahq. Il anéantit définitivement sur le Ouébi l’armée reconstituée de Harar. Le sultanat d’Adal va s’établir au cœur du désert Danakil, près des lacs du Aoussa, loin des attaques des Oromos, où il survit un siècle. La cité de Harar devient indépendante.